# Hoyos del Tozo
Hoyos del Tozo es una localidad situada en la provincia de Burgos , comunidad autónoma de Castilla y León (España), comarca administrativa de Páramos, ayuntamiento de Basconcillos del Tozo. Forma parte del Valle del Rudrón.

## Geografía
Forma parte del Valle del Rudrón pues por él pasa este río. En el espacio natural de Hoces del Alto Ebro y Rudrón, junto a las localidades de San Andrés de Montearados, Trashaedo y Barrio Panizares.

## Cañada del Rudrón
Situada entre Hoyos del Tozo y Moradillo del Castillo.  Al ir horadando el Rudrón el páramo de La Lora ha generado un paso muy estrecho durante algunos kilómetros.

2.- Aquí se muestra la labor erosiva de este río a lo largo de millones de años. En todo ese tiempo ha ido desgastando los estratos superiores de la paramera de La Lora. 

Como consecuencia de ser una roca dura por esta área es por lo que el río ha ido buscando las rocas más fáciles por donde pasar de ahí tantas vueltas y revueltas en variadas direcciones en tan reducido espacio. 
4.- Tales caracteres han generado un biotopo específico condicionado por el roquedo y por el río. La humedad es un elemento importante, lo que permite un bosque de ribera con diversas especies arbóreas, matorrales, herbáceas y musgos entre otras. Entre los árboles de gran porte hay alisos, chopos, hayas y robles. 
5.- En el pasado este tramo del Rudrón era un área muy favorable para el cangrejo de río (Austropotamobius pallipes) por la gran cantidad de alimento que se acumulaba en el río debido a los caracteres de este biotopo. Eso provocó que gentes capitalinas que no eran de estos pueblos vinieran sólo a pescar para la comercialización debido al alto precio a que los vendían. 
Tal asunto se fomentaba por los teóricos protectores de los organismos oficiales por el dinero que sacaban/sacan de las licencias y permisos para pescar. La pesca ilegal por los capitalinos era de lo más frecuente escondiendo los cangrejos en los sitios más insospechados.
El resultado de tal expolio ha sido el descastar tal cangrejo.

## Datos generales
En 2008, contaba con 24 habitantes, situado 4,5 km al este de la capital del municipio, Basconcillos. 
- Red viaria y red de Carreteras

El acceso rodado desde el exterior al municipio se realiza desde una carretera local BU-V-6025 conectada con la nacional N-627. La comunicación es regular.
Las calles del pueblo están en su mayoría pavimentadas, aunque carecen de encintado de aceras.
La distancia de Hoyos a Basconcillos es de 4 km . 
- Estructura Urbana

El núcleo de Hoyos se sitúa al Norte de la carretera nacional N-627, en una zona enclavada en una gran depresión a la que se accede a través de un desfiladero. Las calles están trazadas paralelas al río Rudrón y encajonadas por los afloramientos rocosos.
Son calles estrellas, manzanas lineales con edificaciones con patios, cercados por muros de piedra.
La trama urbana aparece muy consolidada.
Carece de espacios públicos abiertos.
Por lo general las parcelas son pequeñas con frentes de fachada inferiores a 10 metros, y de gran fondo, o bien de escaso fondo y mucha fachada.
- Economía

La estructura económica se fundamenta en la agricultura. Carece de actividad industrial.
Dentro de la agricultura, ésta se fundamenta en el cultivo de la patata, y en menor medida del secano, fundamentalmente trigo y cebada.
Existen infraestructuras de regadío para los cultivos de patata. En diferentes variedades de consumo y siembra.
Es está una de las pocas zonas productoras de España, pues en este caso, el fresco clima veraniego permite obtener un producto de calidad, exento de virosis y enfermedades degenerativas, tan frecuentes en la patata.

## Comarca delTozo.

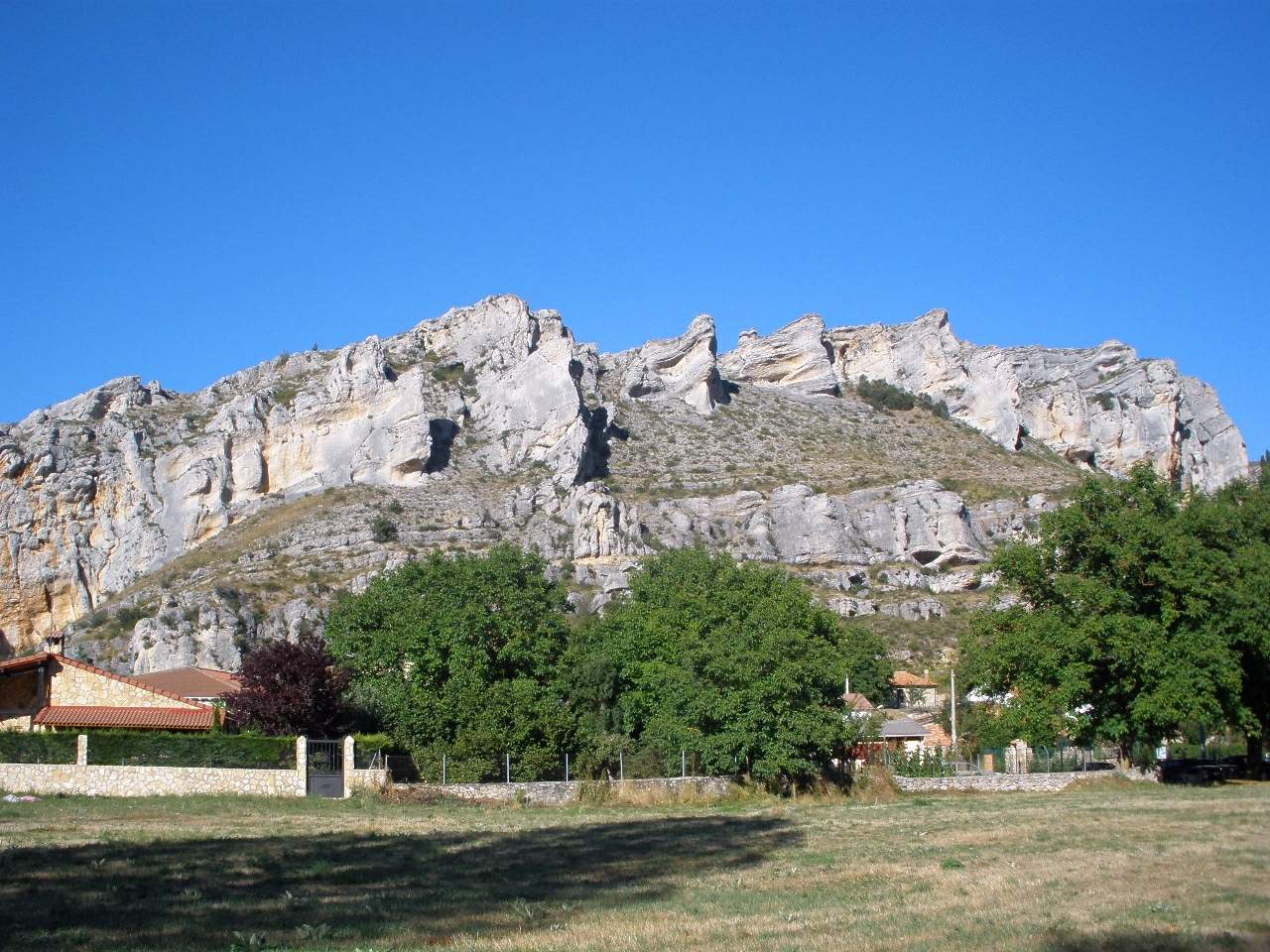
Las características peñas que arropan Hoyos del Tozo, en el arranque del Valle del Rudrón.

El Tozo es el apellido de una comarca administrativa ampliada por la fusión de los Ayuntamientos de Basconcillos del Tozo y La Piedra. Se encuentra a menos de 50 kilómetros de la capital burgalesa, ocupa una extensión 8.927 Hectáreas . Es una zona de transición a la montaña y ello se ve reflejado en el clima semi-húmedo y frío, con inviernos fríos, duros y largos, con abundancia de nieves y heladas, y veranos cortos y secos. Con grandes oscilaciones termométricas. La lluvia, bastante abundante, queda muy repartida estacionalmente, con la excepción de un periodo más seco de julio y agosto.
- Vía Pecuaria

En el término municipal de Basconcillos, existe una vía pecuaria denominada “Colada del Camino Real de Burgos a Aguilar”.
Esta vía pecuaria posee una anchura variable y una longitud dentro del término municipal de 17,5 km aproximadamente, siendo su dirección suroeste-noroeste.
- Éxodo rural

Desde la década de los 60 la zona ha perdido cerca de 1000 habitantes. Esta despoblación en parte se debió a las malas condiciones agrícolas como consecuencia de la calidad y posibilidades de la tierra. Pero sobre todo se debió al afán de progresar de los jóvenes, que emigraban hacia los puntos de actividad industrial.

## Situación administrativa
Entidad Local Menor cuyo alcalde pedáneo es Francisco Javier Arce Manjón del Partido Popular.
- Municipio: Basconcillos del Tozo

- Comarca: Páramos/Las Loras

- Mancomunidades: Páramos y Valles

- Zona Turística: Páramos/Las Loras

- Partido judicial: Burgos

## Relevancia históricaPáramos
En el año 860, el rey Ordoño I manda al conde Rodrigo repoblar la vieja ciudad cántabra de Amaya (conquistada por Augusto, Leovigildo, Tarik y Alfonso I). Su hijo Diego Porcelos fundaría Burgos en 884 y desde entonces Castilla no pararía de extender sus territorios.
La creación de los alfoces, es de capital importancia para comprender esta expansión.
La misión primordial fue desde el principio militar, participando además en la hueste regia, cuando se les requería para hacer frente a las grandes acometidas del Islam. De esta manera contribuían a la normalización del régimen aldeano y la protección a escala local.
El alfoz de Panizares, citado en 1190, incluía todo el valle de Valdelucio con un total de 19 pueblos: Trashaedo del Tozo, Prádanos del Tozo, San Mamés de Abar, Basconcillos del Tozo, Hoyos del Tozo, Arcellares, Pedrosa de Arcellares, Solanas, Corralejo, Barriolucio, La Riba, Quintanas, Llanillo, Mundilla, Villaescobedo, Fuencaliente, Paúl y Renedo de la Escalera; los DESPOBLADOS registrados en este alfoz alcanzan la cifra de 15. Los montes que limitaban por el sur a este alfoz muy bien pudieron constituir en los primeros momentos el límite meridional del primitivo baluarte de resistencia.

## Historia

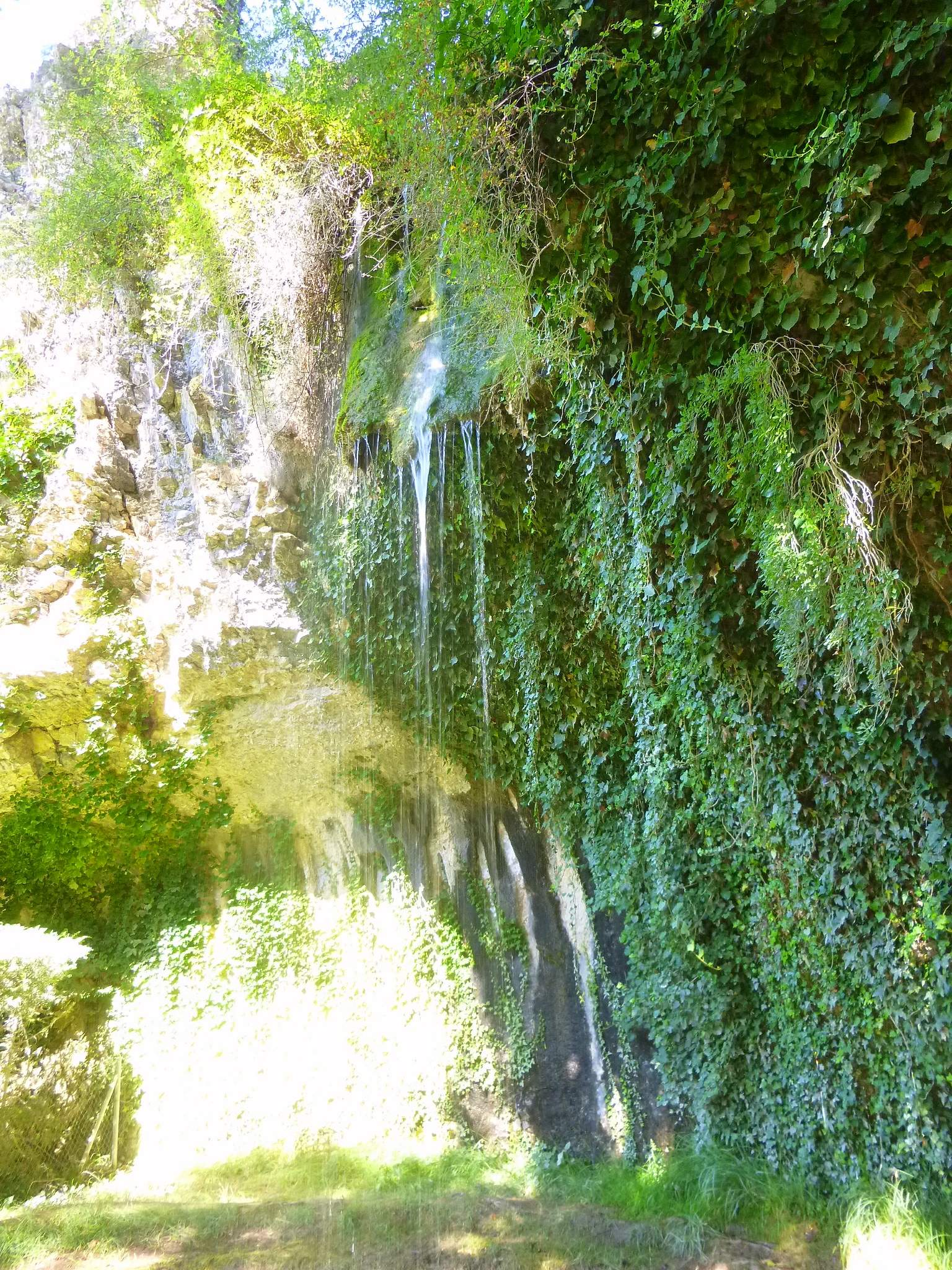
Cascada 'La Coladera'

Lugar que formaba parte de la Jurisdicción de Villadiego en el Partido de Villadiego , uno de los catorce que formaban la Intendencia de Burgos, durante el periodo comprendido entre 1785 y 1833, en el Censo de Floridablanca de 1787 , jurisdicción de señorío siendo su titular el Duque de Frías, alcalde pedáneo.
Antiguo municipio de Castilla la Vieja en el partido de Villadiego código INE-095057 
En el censo de la matrícula catastral contaba con 10 hogares y 27 vecinos.
Entre el censo de 1857 y el anterior, este municipio desaparece porque se integra en el municipio 09045 Basconcillos del Tozo
- Estadística Diocesana

Según la primera Estadística Diocesana realizada en el 1858, este era el número de almas que tenía cada pueblo: Arcellares, 81; Barrio Panizares 159; Basconcillos, 87; Fuente Úrbel, 110; Hoyos del Tozo, 108; La Piedra, 173; La Rad, 67; Prádanos del Tozo, 79; Santa Cruz, 155; San Mamés de Abar, 173; Trashaedo, 91 y Talamillo, 125. Todos estaban incorporados a la Vicaría de La Rad.
- Hoyos Siglos XIX-XX

Hoyos del Tozo: l. con ayunt. en la prov., dióc., aud. terr. y c. g. de Burgos (8 leg.), part. jud. de Villadiego (6): SIT. junto al r. Rudron, en un pequeño valle que forman 2 elevadas cuestas, de las cuales la una se halla al N. y la otra al S. su CLIMA es algo frío reinan los vientos N. y O., y las enfermedades más comunes son constipados y gastritis. Tiene 19 CASAS inclusa la capitular; una escuela de primeras letras, frecuentada por 8 niños, cuyo maestro está dotado con 14 fan. de trigo, una fuente dentro de la pobl., y 9 en el térm. todas de buena calidad; una igl. parroquial (la Exaltación de la Cruz). Servida por un cura párroco y un sacristán y últimamente un cementerio contiguo á la misma igl. confina el térm. N. Barrio-Panizares; E. San Andrés de Montearados, y S. y O. Prádanos. El TERRENO es arenisco y calizo, cruzándolo el expresado r., Que nace en Barrio-Panizares, y lleva su curso de N. á O. dirigiéndose á Ceniceros; hay un prado natural al O. del pueblo, y al N. un montecito poblado de roble. CAMINOS: los locales; y la CORRESPONDENCIA se recibe en Villadiego por medio de cartero. PROD.: trigo, alaga, comuña, centeno y cebada; ganado vacuno, lanar y de cerda; caza de perdices, codornices y tórtolas, y pesca de cangrejos y peces, IND.: la agrícola y un molino harinero. POBL.: 10 vec., 27 alm. CAP. PROD.:138,820 rs. IMP.: 10,949. CONT.: 1,778 rs 25 mrs. El PRESUPUESTO MUNICIPAL asciende á 750 rs., y se cubre con los fondos de propios y reparto vecinal. Pascual Madoz

## Parroquia

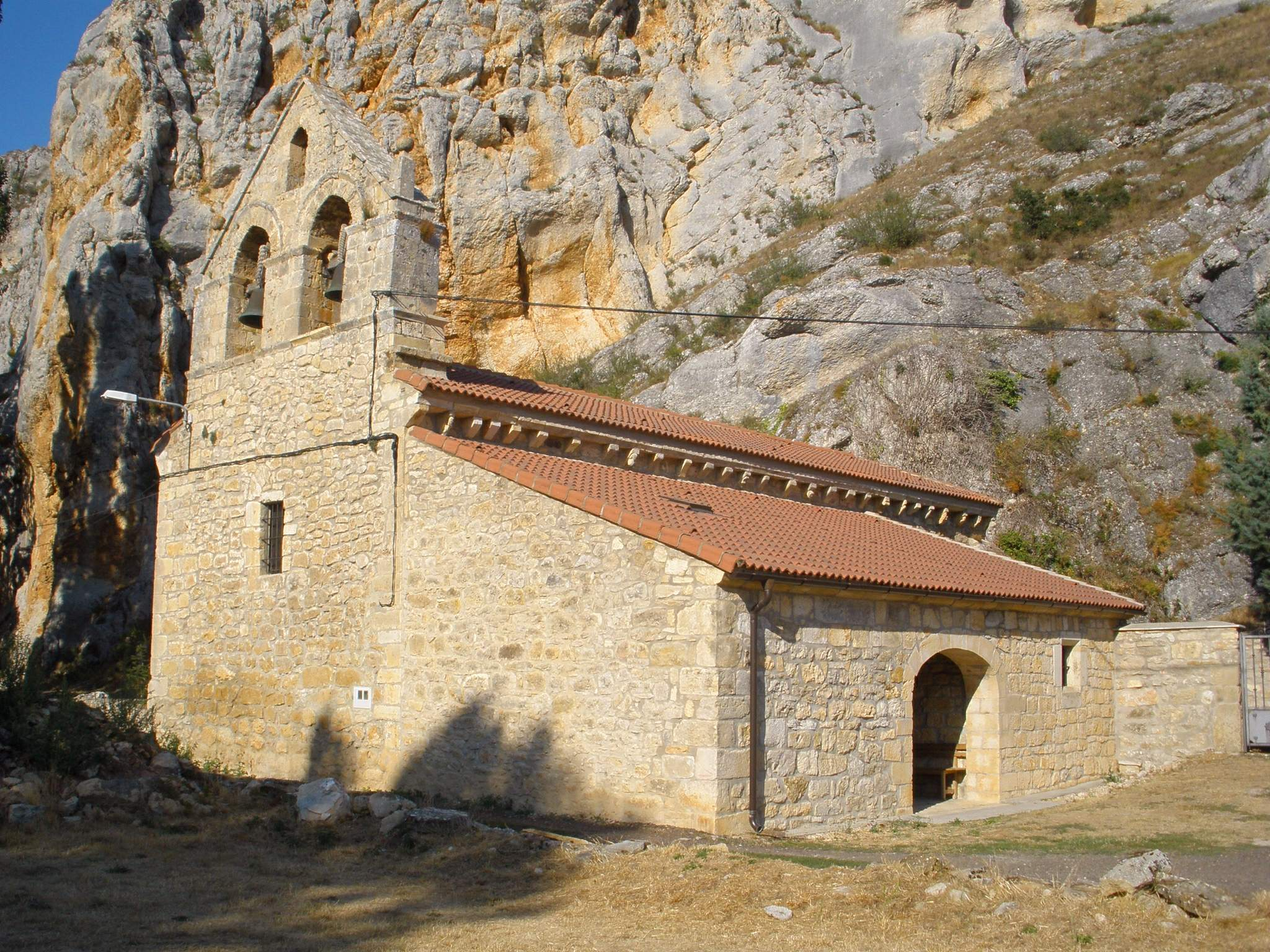
Iglesia de la Santa Cruz, en Hoyos del Tozo

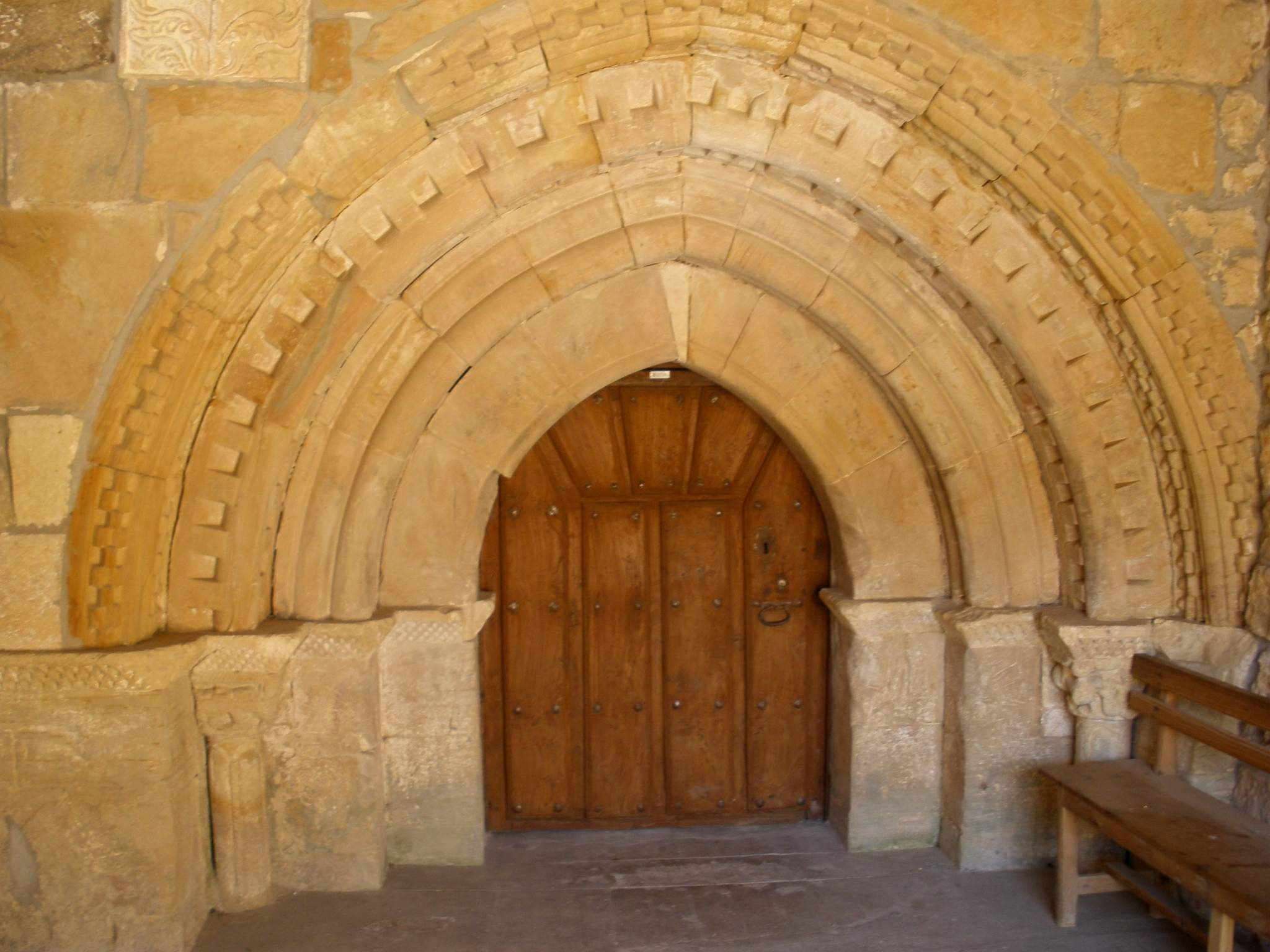
Portada de la iglesia de Hoyos del Tozo, de estilo románico tardío, ya apuntada.

Elementos Protegidos de Interés Cultural
- Iglesia parroquial
- Fragua
- Potro